# Приморська Хорватія (князівство)
Приморська Хорватія — найстаріше хорватське державне утворення. Згадане Костянтином Багрянородним у трактаті «Про управління імперією», окремо там сказано, що першим його правителем був князь Порга у VII столітті. Термін «Приморська Хорватія» введено в історичну науку істориками XIX століття, правитель держави з часів Трпимира I носив титул «dux Croatorum» (князь Хорватії).

## Межі
Одночасно з Приморською Хорватією в VII столітті на Балканах існувала низка інших невеликих слов'янських князівств. Приморська Хорватія, проте, безпосередньо межувала тільки з Паганією.
Кордон між ними ніколи не змінювався, ним служила річка Цетина, південно-східний рубіж Приморської Хорватії. Також чітко встановлена межа існувала у князівства з Візантійською імперією, яка контролювала важливі приморські далматинські міста, такі як Задар, і західну частину Істрії. Північною межею Приморської Хорватії служила Сава.

## Рання історія

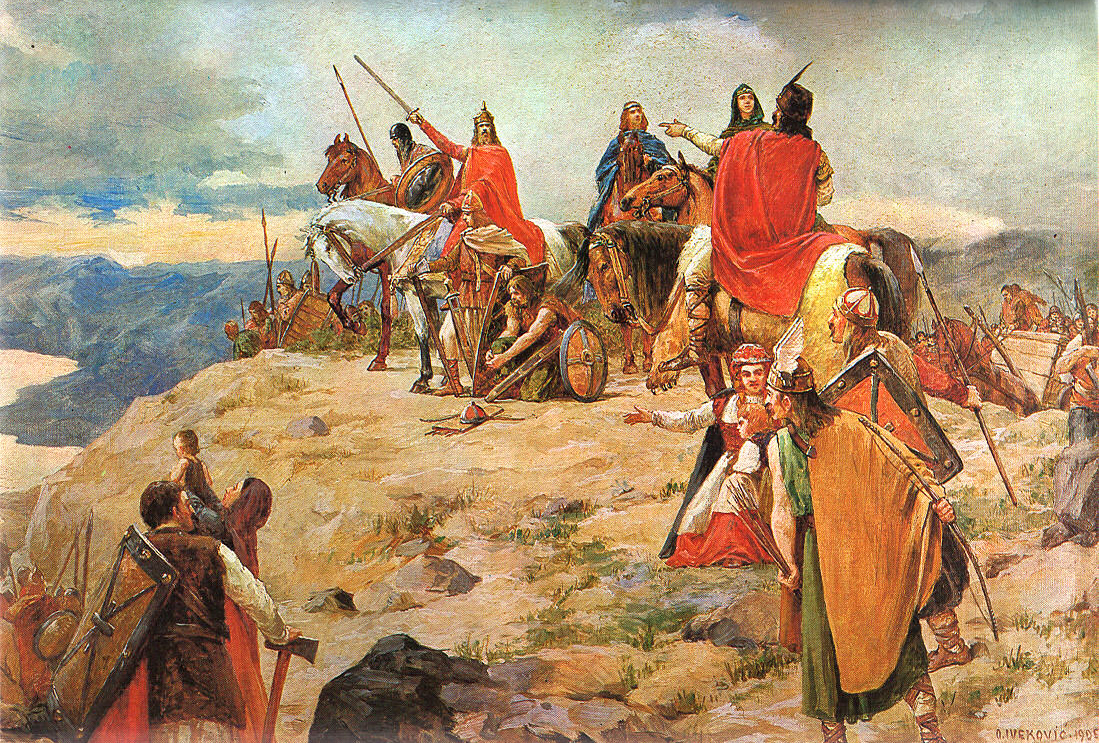
Прибуття хорватів на Адріатику. Отон Івекович

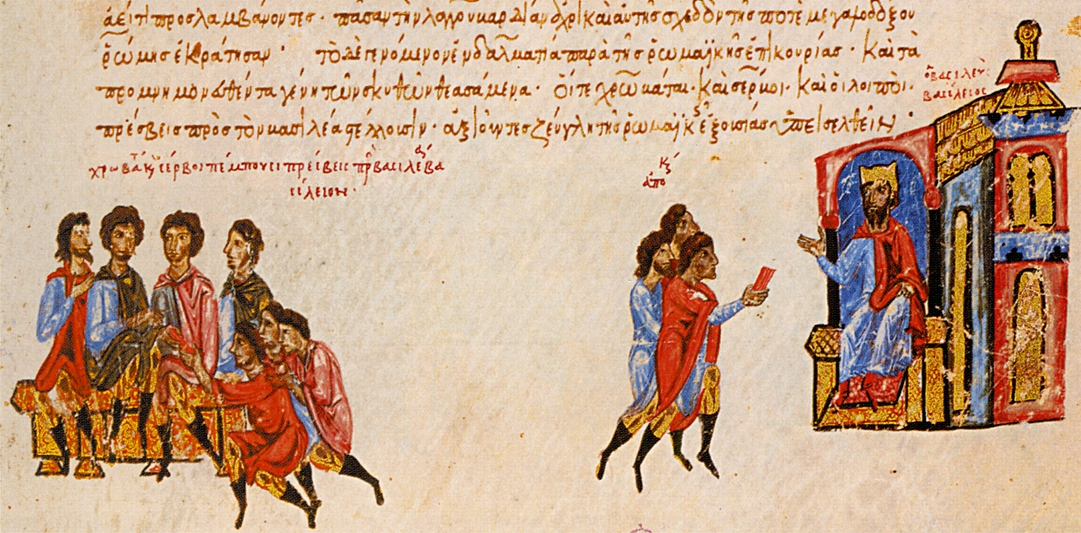
Делегація хорватів і сербів до Василія I Македонянина. Мініатюра з хроніки Йоана Скіліци

За своїм розташуванням хорватські землі перебували між чотирма основними політичними силами: Візантією, яка прагнула керувати містами в Далмації і островами на південному сході; Франкською державою — на півночі і північному заході; аварами, яких потім змінили угри — на північному сході і численними союзами давніх слов'ян, сербами та болгарами — на сході.
Про ранню історію Приморської Хорватії відомо вкрай мало. Завдяки трактату «Про управління імперією» відомо про князя Порга VII століття, але потім аж до часу Карла Великого в історичних джерелах відсутні згадки про хорватів. Перший з відомих хорватських князів носив ім'я Вишеслав, правив в другій половині VIII століття і помер у 802 році. Під час його правління в 799 році хорвати відбили нашестя армії франків, розбивши їх поблизу сучасної Рієки і вбивши Еріка Фріульського, маркграфа Карла Великого, але до кінця життя Вишеслава підписали мирний договір з франками, визнавши себе васалом Франкської держави.
Вторгнення франків у візантійські далматинські міста спровокувало франко-візантійську війну. За мирними угодами між Франкською державою і Візантійською імперією (Договір в Аахені у 812 році і пізнішим) Приморська Хорватія була оголошена васалом Франкської імперії, землі західніше її належали франкам, землі на схід знаходилися під впливом Візантії. Ця політична межа між Заходом і Сходом була використана і Костянтином Багрянородним, який називав народ у Приморській Хорватії хорватами, а народ який живе східніше Цетини — сербами. Після смерті Карла Великого хорвати перейшли під сюзеренітет сина Карла Великого, італійського короля Лотаря I.
Протягом 50 років (785—835) Приморська Хорватія управлялася князями з династії Вишеслава. Першими з них був син Вишеслава Борна і його онук Владислав, який був обраний «парламентом» у 821 році і потім його статус було підтверджено імператором франків.
Головною політичною метою цього періоду було добитися переходу під контроль Хорватії багатих далматинських прибережних міст, що належали Візантії. Мета не була досягнута, політика змінилася за князя Міслава (835—845), який встановив дружні відносини з візантійськими містами, намагаючись завоювати їхню прихильність дарами. Міслав створив до 839 році потужний флот і підписав після короткої війни з Венецією договір з дожем П'єтро Традоніко. Венеційці включилися в боротьбу з незалежними паганськими піратами, проте були не в змозі їх перемогти.
Після смерті Міслава князем став Трпимир I, який відкрив нову сторінку хорватської історії.

## Перші Трпимировичі
Трпимир I став князем Приморської Хорватії у 845 році. Він правив з благословення імператора Заходу Лотаря I, якому приніс васальну присягу. У перші 5 років правління Трпимир знову безуспішно намагався відняти у Візантії далматинські міста. Після того як болгарський цар Борис I оголосив війну Франкський державі Приморська Хорватія виступила на боці франків і розбила в 854 році болгарську армію на території сучасної Боснії. Трпимир вів політику щодо зміцнення Далмації і розширенні своїх земель. Він завоював частину Боснії до річки Дрини, а також більшість земель, що лежать в напрямку Паннонії, використовуючи намісництва для управління землями (ідея намісників була запозичена у франкських маркграфов). Перша згадка назви «Хорватія» відносять до 4 березня 852 року, коли в Статуті князя Трпимира територія, якою він керував, була названа Хорватією.
У правління Трпимира Приморська Хорватія поступово звільнилася від васалітету, в документах Трпимир іменувався «З Божою допомогою князь Хорватії» лат. Iuvatus munere divino dux Croatorum).
Після смерті Трпимира стався перший в хорватській історії державний переворот. Князь Домагой з Паганії розбив синів Трпимира і сам зійшов на хорватський княжий трон. Своє правління він почав з кривавої розправи над опонентами і піратськими атаками на флот Венеційської республіки. Папа римський Іван VIII у своїх листах називав Домагоя «Славний князь слов'ян» (лат. Gloriosus dux Sclavorum) і закликав зупинити вбивства і піратські рейди. Після смерті Домагоя Венеційська республіка називала його «Найгірший князь слов'ян» (лат. Pessimus dux Sclavorum).
Князь Здеслав, який був спадкоємцем Трпимира і скинув сина Домагоя, правив дуже мало, і його правління зазначено лише черговими здобутками Візантії в Далмації. Після короткої громадянської війни серед трьох претендентів, в 879 році на престол з європейською допомогою зійшов племінник Домагоя Бранімир. Через кілька місяців після перемоги Бранімир 7 червня 879 року папа Іван VIII направив йому послання з благословенням і визнанням як правителя незалежного князівства. У посланні Бранімир іменується «князь хорватів» (dux Chroatorum).
Велика увага Бранимир приділив релігійного питання. Він протидіяв церковному впливу давньої Сплітської архідієцезії, яка перебувала під контролем Візантії. На противагу їй Бранимир, за згодою папи римського, заснував єпископство в Нині, яке повністю підпорядковувалося йому. Бранімир, чиє ім'я перекладається як «захисник миру», правив в умовах миру. Він помер в 892 році, після чого Мунцімир, третій син Трпимир I без протидії став новим князем Приморської Хорватії.

## Від князівства до королівства
13 років миру під час бурхливого закінчення IX століття на Балканах перетворили Приморську Хорватію у відносно сильну державу, так що коли незабаром після воцаріння Мунцімира він був атакований проболгарскім князем Сербії Первославом, у Хорватії вистачило сил щоб розбити супротивника і сприяти сходженню на сербський трон провізантійського правителя Петара Гойніковича. Він правив Сербією до 917 року, і це забезпечило безпеку східног хорватського кордону в період Візантійсько-болгарських воєн. На заклик Папи Римського Мунцімир припинив підтримку нинського єпископа і знову став підтримувати Сплітську архідієцезію. Традиційно вважається, що Мунцімир правив до 910 року, коли угри завоювали Паннонську Хорватію, а кордон між двома державами став проходити по Саві.
Вважається, що в 910 році князем Приморської Хорватії став Томіслав I з династії Трпимировичів. На відміну від чітко встановленої родинного зв'язку між Трпимиром I та Мунцімиром (батько і син) характер спорідненості між Мунцімиром і Томіславом I однозначно не встановлено, але передбачається, що Томіслав був сином Мунцімира.
Між 914 і 920 роками (точна дата невідома) Томіслав I розбив угорську армію Золтана і об'єднав Приморську і Паннонську Хорватію в одну державу. Вперше було утворено єдину хорватську державу, межа якої з Угорщиною проходила по Драві (там де вона проходить і зараз).
Різко посилена хорватська держава стала вельми бажаним союзником для Візантії в триваючих Візантійсько-болгарських війнах. Союзний договір з Константинополем привів до здійснення давньої мети — візантійський імператор передав під контроль Томіслава торгові міста Далмації в 923 році. Не довелося довго чекати і болгарської відповіді, в 927 році болгарська армія атакувала Хорватію. Приводом для нападу послужило те, що Томіслав I прийняв під руку сербів, яких Симеон Великий вислав з Рашки. У великій битві, яка отримала ім'я битва на боснійських пагорбах, болгари були повністю розгромлені. Томіслав I помер наступного року, при його спадкоємцях в наступні десятиліття міць хорватської держави істотно ослабла.

## Королівство
Традиційно вважається, що Томіслав I був першим королем Хорватії. У дипломатичному листі від 925 року папа Іван X називає Томіслава королем Хорватії, хоча з іншого боку до нього частіше застосовувався титул принцепс. Достовірно майже нічого не відомо про коронацію першого короля Хорватії, але королівський титул не оскаржувати, тому що в IX столітті за Папою визнавалося право дарувати правителям королівський титул. Першим королем, про якого існують сучасні йому джерела, що описують коронацію, став Степан Држислав, що отримав корону від візантійського імператора Василія II і коронація якого відбулася в 988 році в Біограді-на-Мору.